# Moonpools & Caterpillars
Moonpools & Caterpillars fue una banda musical de rock de Filipinas formada en California en los Estados Unidos. La banda se hizo famosa durante la década de los años 1990.
Lanzaron en total tres álbumes al mercado como The Pink, Lucky Dumpling (1995, por el sello Elektra Records) y 12 Songs. Su álbum Lucky Dumpling fue producido por Richard Gottehrer. 
La cantante Kimi Ward Encarnación, es una de las intérpretes más reconocidas por su talento y energía en los escenarios. Jay Jay Encarnación, aportó a la banda sus distintos estilos de sonidos de guitarra. El bajista y el baterista Tim Depala Gugut Salgado, fue también otro de los grandes músicos que tuvo la banda.
Su primer álbum titulado, The Pink Album, fue grabado en primera fila en uno de sus conciertos en vivo en Los Ángeles en un festival denominado "Whisky a Go Go", donde en muchos de sus primeros conciertos tuvieron buenas críticas.
La música de la banda, fueron también escuchadas como parte de las bandas sonoras en películas como The Baby-Sitters Club (1995) y Wish Upon a Star (1996).
La banda integrada por músicos filipinos, ellos siempre han tenido una presencia en la escena del Pinoy rock. En el 2014, después de volverse a presentar nuevamente en el festival de Whisky a Go Go, regresaron a su país Filipinas después de tener una ausencia por diecisiete años fuera de los escenarios musicales.